# Jochen Bleicken
Jochen Bleicken (* 3. September 1926 in Westerland, Sylt; † 24. Februar 2005 in Hamburg) war ein deutscher Althistoriker. Er lehrte als Professor für Alte Geschichte in Hamburg (1962–1967), Frankfurt am Main (1967–1977) und Göttingen (1977–1991). Bleicken gilt als einer der bedeutendsten Forscher seiner Zeit auf dem Gebiet der römischen Verfassungs- und Sozialgeschichte.

## Leben
Der Sohn des Kaufmanns Max Bleicken war von 1943 bis 1945 Flakhelfer. An der Friedrich-Paulsen-Oberrealschule in Niebüll absolvierte er 1947 das Abitur und studierte von 1948 bis 1954 Geschichte und Klassische Philologie, zunächst an der Universität Kiel, dann während des Wintersemesters 1952/53 an der Universität Frankfurt am Main. Von dort nach Kiel zurückgekehrt, wurde Bleicken 1954 bei Alfred Heuß mit einer Arbeit über das römische Volkstribunat promoviert, die in erweiterter Fassung 1955 erschien. Von 1955 bis 1962 war er wissenschaftlicher Assistent von Heuß, der inzwischen einem Ruf an das althistorische Seminar der Universität Göttingen gefolgt war. 1956/57 erhielt Bleicken das Reisestipendium der Kommission für Alte Geschichte und Epigraphik. 1961 erfolgte mit der Arbeit Senatsgericht und Kaisergericht die Habilitation. Bereits im folgenden Jahr nahm er den Ruf auf eine ordentliche Professur für Alte Geschichte an der Universität Hamburg an, weitere Stationen waren Frankfurt/Main (1967–1977) und, als Nachfolger seines Lehrers Heuß, Göttingen (1977–1991). Dort wurde Bleicken 1991 emeritiert und hielt aber noch bis zum Wintersemester 1998/99 Lehrveranstaltungen ab und betreute Doktoranden.

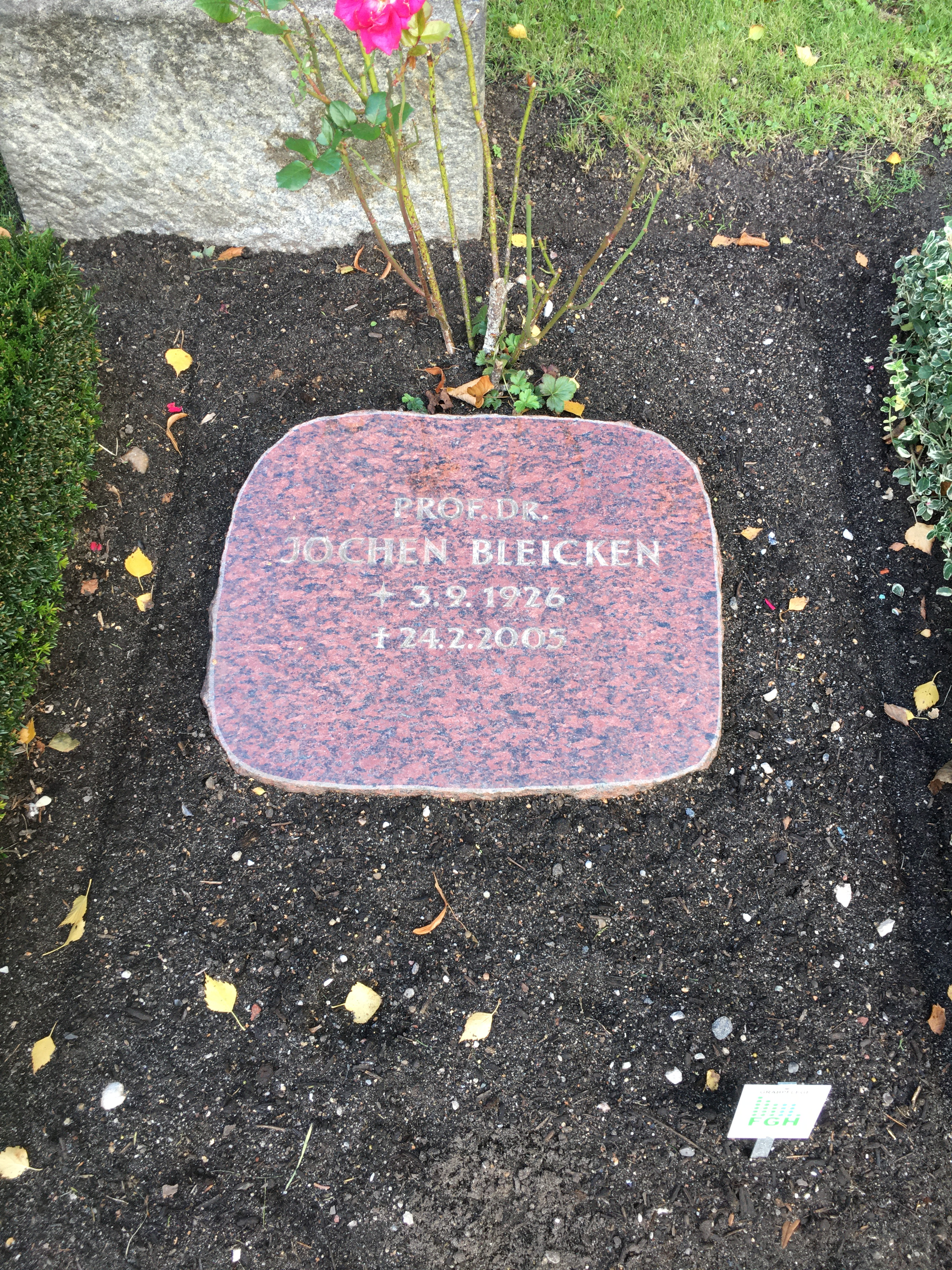
Grabstätte auf dem Friedhof Ohlsdorf

Seit 1969 war Bleicken ordentliches Mitglied des Deutschen Archäologischen Instituts, seit 1971 ordentliches Mitglied der Wissenschaftlichen Gesellschaft an der Johann Wolfgang Goethe-Universität Frankfurt am Main (nach 1977 korrespondierendes Mitglied), seit 1978 Mitglied der Akademie der Wissenschaften zu Göttingen. Bleicken war Mitherausgeber der Reihen Frankfurter Althistorische Studien (seit 1968) und Oldenbourg Grundriss der Geschichte sowie der altertumswissenschaftlichen Zeitschrift Hermes (seit 1977).
Joachim Bleicken verstarb im Alter von 78 Jahren und wurde auf dem Friedhof Ohlsdorf beigesetzt. Die Grabstätte im Planquadrat L 31 liegt südlich von Kapelle 10.

## Wissenschaftliche Leistung
Bleicken gilt als einer der bedeutendsten deutschen Historiker in der zweiten Hälfte des 20. Jahrhunderts. Einen Schwerpunkt von Bleickens Tätigkeit bildete dabei die Geschichte der Römischen Republik, der Kaiserzeit und der beginnenden Spätantike, wozu er zahlreiche, teilweise wiederholt aufgelegte Standardwerke schuf, darunter zuletzt 1998 eine umfangreiche und vielbeachtete Augustus-Biografie. Die innovatorische Bedeutung dieser Arbeiten lag in der Erweiterung der in der Tradition Theodor Mommsens einseitig rechts- und verfassungsgeschichtlichen Betrachtungsweise durch konsequente Einbeziehung der sozialgeschichtlichen Perspektive, wie es Bleicken schon in seiner Verfassung der römischen Republik praktiziert hatte und dann im Titel seiner wiederholt aufgelegten Verfassungs- und Sozialgeschichte des römischen Kaiserreiches auch entsprechend verdeutlichte, die auch als erstes Werk dieser Art der Ausbreitung des Christentums Rechnung trug. So gelangte Bleicken zu einem vertieften Verständnis der Funktionsweise politischer Systeme und ihrer rechtlichen Institutionen und konnte auch deren Entwicklung im Zuge sozialer Veränderungen besser gerecht werden.
Im Bereich der griechischen Geschichte beschäftigte er sich vor allem mit der attischen Demokratie, auf deren Analyse er die in der Auseinandersetzung mit der römischen Verfassungs- und Sozialgeschichte gewonnenen Erfahrungen fruchtbar anzuwenden vermochte. Seine Überblicksdarstellung zur attischen Verfassung gilt bis heute als Standardwerk. Die einflussreiche These Bleickens von der Einzigartigkeit der athenischen Demokratie („Eine Geschichte der Demokratie außerhalb Athens gibt es nicht“) wird heute allerdings sehr kritisch hinterfragt.
Überhöhendes Pathos und Idealisierungen aller Art waren ihm ebenso fremd wie ein von ideologischen oder methodologischen Prämissen und Theoriedebatten diktiertes quellenfernes Arbeiten. Dass ein quellengestütztes Arbeiten nur auf dem Fundament einer sorgfältigen Quellenkritik zu belastbaren Ergebnissen führen könne, war ihm eine von seinem Lehrer Heuß vermittelte Selbstverständlichkeit. Zusätzlich zu den traditionellen quellenkritischen Verfahren – der äußeren Kritik, der immanenten Kritik, der Textkritik, dem Quellenvergleich und der Klärung der Abhängigkeitsverhältnisse – betonte er besonders die oft nicht genügend beachtete Notwendigkeit der Analyse der Überlieferungsverhältnisse in der dargestellten Epoche und der darstellungsleitenden Interessen der Entstehungszeit der Quellen. Diese sind vor allem für die Frühzeit oftmals erst in großem zeitlichen Abstand entstanden und geben deshalb laut Bleicken mehr über die Verhältnisse ihrer Entstehungszeit als über die berichteten Ereignisse und Sachverhalte einer fernen Vergangenheit kund.
Bleicken verstand sich wie sein akademischer Lehrer Alfred Heuß nicht als Altertumswissenschaftler und auch nicht zuvörderst als fachwissenschaftlicher Spezialist, sondern dezidiert als Historiker, der sich mit einem wesentlichen Teil seiner Schriften und mit seinen Vorlesungen nicht in erster Linie an den wissenschaftlichen Nachwuchs der eigenen Disziplin und an die Fachkollegen, sondern an die breite Öffentlichkeit und an Allgemeinhistoriker, Hörer aller Fakultäten und Lehramtsstudenten wandte, denen er ein wissenschaftlich fundiertes historisches Orientierungswissen bereitzustellen bestrebt war. Dass in die Arbeiten eines Historikers unweigerlich auch seine Lebensgeschichte, seine spezifischen Erfahrungen und seine Persönlichkeit, mit der er für seine Darstellung einzustehen habe, einfließen und seine Wertungen beeinflussen, hat Bleicken vor allem in seinen Nachrufen (etwa dem auf Hermann Strasburger) hervorgehoben und anerkannt. Dass der Geschichtswissenschaft insofern notwendigerweise ein subjektives Element innewohne, war Bleickens feste Überzeugung, und wenn er Hermann Strasburger attestierte, die „Attitüde des über allen Wassern schwebenden objektiven Geistes“ sei ihm „fremd“ gewesen, so galt das nicht minder für ihn selbst.
Vor allem in seinen späteren Jahren wandte Bleicken sich, zunächst in ausführlichen Nachrufen auf bedeutende Fachvertreter wie Matthias Gelzer, Hermann Strasburger und Alfred Heuß, dann aber auch in übergreifenden Darstellungen, verstärkt der Wissenschaftsgeschichte zu. Auch hier ging es ihm vor allem darum, eine Standortbestimmung durch die Reflexion auf die Geschichte, hier des eigenen Faches und der Entwicklung seiner erkenntnisleitenden Interessen, Fragestellungen und Methoden, vorzunehmen und damit auch über den Sinn des eigenen Tuns Rechenschaft abzulegen. Hinzu kam aber auch das Bestreben, die Persönlichkeit und Lebensleistung bedeutender Gelehrter als Vorbilder dem Gedächtnis zu überliefern und damit einen Ansporn zur Fortführung einer wissenschaftlichen Tradition zu geben, deren Gefährdung ihm ähnlich wie seinem Lehrer Alfred Heuß deutlich vor Augen stand, wenngleich er nicht mit solchem Pessimismus in die Zukunft blickte wie dieser.
Bleicken empfand sehr bewusst die Distanz zu den noch „geheimrätlich“ auftretenden, von einem übersteigerten Autoritätsanspruch bestimmten Fachvertretern der älteren Generation und kritisierte deren Weigerung, sich mit ihrer Rolle während der NS-Zeit auseinanderzusetzen, und ihre Tendenz zur Verharmlosung der tiefgreifenden Einschnitte in Universität und Wissenschaft, die das NS-Regime nicht zuletzt durch Entwürdigung, Vertreibung und Ermordung zahlreicher Wissenschaftler mit sich gebracht hatte.
Schüler von Bleicken sind unter anderem Ernst Baltrusch, Theodora Hantos, Loretana de Libero, Bernhard Tönnies und Jörg Spielvogel sowie im weiteren Sinne auch Hans-Joachim Gehrke, der 1973 zwar noch von Alfred Heuß promoviert wurde und bis 1977 dessen letzter Assistent war, 1977 aber Assistent von dessen Nachfolger Bleicken wurde und dies bis zur Habilitation 1982 blieb.

## Schriften (Auswahl)
Ein Schriftenverzeichnis erschien in: Markus Merl, Uwe Walter (Bearbeiter): Jochen Bleicken. Schriftenverzeichnis. Aus Anlaß seines 70. Geburtstages. Schöningh, Paderborn 1996, ISBN 3-506-75516-1 (online).
Monographien
- Das Volkstribunat der klassischen Republik. Studien zu seiner Entwicklung zwischen 287 und 133 v. Chr. (= Zetemata. Band 13). Beck, München 1955. 2. Auflage 1968.
- Senatsgericht und Kaisergericht. Eine Studie zur Entwicklung des Prozeßrechtes im frühen Prinzipat. Vandenhoeck & Ruprecht, Göttingen 1962.
- Staatliche Ordnung und Freiheit in der römischen Republik (= Frankfurter Althistorische Studien. Band 6). Laßleben, Kallmünz 1972, ISBN 3-7847-7106-8.
- Lex publica. Gesetz und Recht in der römischen Republik. de Gruyter, Berlin 1975, ISBN 3-11-004584-2.
- Die Verfassung der römischen Republik (= UTB für Wissenschaft. Band 460). Paderborn, Schöningh 1975. 8. Auflage 2000, ISBN 3-8252-0460-X, ISBN 3-506-99405-0.
- Verfassungs- und Sozialgeschichte der römischen Kaiserzeit. 2 Bände. Paderborn, Schöningh 1978 und öfter.
- Prinzipat und Dominat. Gedanken zur Periodisierung der römischen Kaiserzeit (= Frankfurter Historische Vorträge. Band 6). Steiner, Wiesbaden 1978.
- Geschichte der Römischen Republik (= Oldenbourg Grundriss der Geschichte. Band 2). Oldenbourg, München 1980. 6. Auflage 2004, ISBN 3-486-49666-2.
- Die athenische Demokratie. Schöningh, Paderborn 1986. 4., völlig überarbeitete und wesentlich erweiterte Auflage 1995, ISBN 3-8252-1330-7.
- Augustus. Eine Biographie. Fest, Berlin 1998. Sonderausgabe 2000, ISBN 3-8286-0136-7.

Aufsatzsammlung
- Gesammelte Schriften. Herausgegeben von Frank Goldmann. 2 Bände, Steiner, Stuttgart 1998, ISBN 3-515-07241-1.